# Sabrina Musiani
Sabrina Musiani (Milano, 25 febbraio 1971) è una cantante e conduttrice televisiva italiana.

## Biografia
Nata a Milano, figlia d'arte (suo padre è il celebre cantante livornese Enrico Musiani) e di madre siciliana, si è avvicinata alla musica fin da giovanissima iniziando a suonare il pianoforte ed il sassofono. Ha studiato musica all'Accademia d'Arte di Voghera.
Ha esordito a diciassette anni cantando nei piano bar e nei locali della provincia di Pavia. I suoi generi musicali sono il pop e le musiche da ballo liscio. Incide dischi per la Fonola e spesso fa coppia sul palcoscenico e in studio di registrazione con Enrico Musiani, padre e mentore musicale. Fa parte del gruppo di artisti che costituiscono il nucleo principale delle trasmissioni musicali dell'emittente lombarda Radio Zeta.
Tra il 2012 ed il 2013 sale alla ribalta nazionale grazie alla trasmissione radiofonica Il ruggito del coniglio, la quale seleziona il suo brano "Mio marito non mi tocca più" per la rubrica Coppa Rimetti. Tale brano vincerà poi a Giugno l'ironico concorso musicale.
Musiani si esibisce in trasmissioni televisive di emittenti locali dell'Italia settentrionale ed ha effettuato tournée all'estero e su navi crociera (segnatamente New York e Atlantic City negli Stati Uniti, Australia, Santo Domingo, Caraibi, Bahamas, Porto Rico) insieme a cantanti noti quali Rosanna Fratello, Alberto Selly, Massimo Ranieri, Riccardo Fogli. Tuttora risiede a Pavia.

## Discografia
- È tutta un'altra musica
- A modo mio
- ...In due è meglio... (con Enrico Musiani)
- Parole d'amore (con Enrico Musiani)
- Ti amo
- Credo - La voce dell'anima
- Goccia di mare
- Canta che ti passa
- ...A ruota libera
- L'eco dei ricordi (con Enrico Musiani)
- Impronte
- Una donna italiana (in parte con Enrico Musiani)
- La porta dei segreti
- La patata
- Mio marito non mi tocca più
- Ficcanaso
- Come uno struzzo
- Se cogli la mela
- L'eccitazione va più su
- Amore su Facebook
- Bisogna che me lo metti